# Lúcio Herênio Saturnino
Lúcio Herênio Saturnino (em latim: Lucius Herennius Saturninus) foi um senador romano nomeado cônsul sufecto para o nundínio de maio a junho de 100 com Pompônio Mamiliano. Plutarco dedicou-lhe uma de suas obras, "Epicureos".

## Carreira
Sua carreira política é apenas parcialmente conhecida. Sabe-se que ele foi procônsul da Acaia entre 98 e 99 e, depois de seu consulado, foi governador da Mésia Superior entre 102 e 106. Foi durante seu mandato que começou a Campanha dácia de Trajano, mas é incerto se Saturnino participou ou não do conflito. Seu nome é um dos três legados mencionados no "Pridianum de Hunt", um papiro sobrevivente do arquivo de uma unidade auxiliar estacionada na fronteira do Danúbio, o que sugere seu envolvimento de alguma forma.